# Tom Wesselmann
Tom Wesselmann (Cincinnati, Ohio, 23 de febrer de 1931 - Nova York, 22 de desembre de 2004) va ser un pintor de pop art dels Estats Units.
Fins a la seva defunció, Wesselmann era un dels últims grans mestres del pop art americà en actiu, molt popular pels seus audaços i impactants nus femenins.

## Biografia
Es va matricular per a la carrera de psicologia el 1951, però a l'any següent va ser cridat a files per la guerra de Corea. Tanmateix, finalment va ser destinat a Fort Riley, a Kansas. Va crear tires de còmic sobre la vida militar, i posteriorment va diversificar els seus temes. Va abandonar l'exèrcit (1954) i va reprendre la carrera de psicologia, es va llicenciar el 1956. Aleshores va ser quan es va traslladar a Nova York per dedicar-se al còmic. Va estudiar a la Cooper Union School of Art and Architecture fins al 1959.
Els seus primers resultats com a pintor, sota influència de Willem de Kooning, es mouen a l'expressionisme abstracte aleshores en voga. El 1959 va elaborar els seus primers collages abstractes, però aviat es va interessar per la figuració de Matisse, Van Gogh i Modigliani, i a l'any següent va pintar les seves primeres obres figuratives, incloent paisatges.
La seva primera mostra individual, a la Tanager Gallery de Nova York, va tenir lloc el 1961. Aquest mateix any va iniciar el seu extens cicle de Great American Nudes (Grandes nus americans). Els primers eren collages de format reduït, però els posteriors els va realitzar a l'oli i amb colors acrílics en grans formats. En alguns d'ells va incorporar objectes reals. Una tela de la mencionada sèrie, Nu núm. 1, de 1970, penja al Museu Thyssen-Bornemisza de Madrid.
En dates posteriors, Wesselmann va produir sèries sobre fumadors així com enormes natures mortes amb elements de la vida quotidiana, com ara electrodomèstics, ampolles, gelats... Va experimentar amb l'escultura, pel mig de planxes retallades.
La seva producció gràfica és àmplia i abasta diverses tècniques (litografia, serigrafia, gravat a l'aiguatinta).